# No fue mi culpa: Colombia
No fue mi culpa: Colombia (bra: Não Foi Minha Culpa: Colômbia) é uma série de televisão de drama colombiana produzida pela Vista Productions sob o selo Star Original Productions para a The Walt Disney Company. Protagonizada por Marcela Mar, Martina García e Rashed Estefenn, a série faz parte da antologia de três partes Não Foi Minha Culpa, que trata das questões da violência contra as mulheres e do feminicídio, que inclui outras duas versões, uma do Colômbia e uma do México. Será lançada em 10 de agosto de 2022 como uma série original do Star+.

## Sinopse
No fue mi culpa: Colombia apresenta uma coleção de histórias unitárias baseadas em casos reais de violência de gênero, entrelaçadas ao longo da série por uma história intrigante. Numa época marcada pelo empoderamento feminino, e através de um tema real e relevante abordado em tom de denúncia social, narra um caso diferente em cada episódio, ao mesmo tempo que apresenta uma história central que funciona como fio condutor e gira em torno de Ángela Iregui (Mar), uma advogada determinada e audaciosa que se vê envolvida de diversas formas nos casos.

## Elenco
- Marcela Mar como Ángela Iregui
- Martina García como Juliana
- Rashed Estefenn como Roberto
- Nicole Santamaría como María Vanessa
- María Cecilia Sánchez como Rosario
- Indhira Rosa Serrano como Giselle
- Cristal Aparicio como Gracia
- Ana Jaraba como Lina
- Jenny Gómez como Mery
- Priscilla Gómez como Valery
- Rami Herrera como Paola

## Episódios
| N.º                                                                                                  | Título          | Dirigido por                         | Escrito por                          | Exibição original    |
| --- | --------------- | ------------------------------------ | ------------------------------------ | -------------------- |
| 1 | "Maria Vanessa" | Felipe Cano Ibañez                   | Ana María Parra                      | 10 de agosto de 2022 |
| Após ser abusada sexualmente e agredida brutalmente, Maria Vanessa revela a identidade do culpado.   |                 |                                      |                                      |                      |
| 2 | "Rosario"       | Felipe Cano Ibañez                   | Ana María Parra e María Clara Torres | 10 de agosto de 2022 |
| Rosario luta contra o medo, a angústia e a depressão após seu ex-namorado que a agrediu ser solto.   |                 |                                      |                                      |                      |
| 3 | "Juliana"       | Felipe Cano Ibañez                   | Ana María Parra                      | 10 de agosto de 2022 |
| Por trás da fachada de homem perfeito do noivo de Juliana, se esconde um sádico abusador.            |                 |                                      |                                      |                      |
| 4 | "Giselle"       | Cecilia Vásquez e Felipe Cano Ibañez | Ana María Parra e Diego Vivanco      | 10 de agosto de 2022 |
| Giselle é uma profissional do sexo que volta para a sua cidade natal depois de quase perder a vida.  |                 |                                      |                                      |                      |
| 5 | "Gracia"        | Cecilia Vásquez e Felipe Cano Ibañez | Ana María Parra                      | 10 de agosto de 2022 |
| Gracia é filha do casal que trabalha na casa da família de Sebastián, um rapaz perturbado.           |                 |                                      |                                      |                      |
| 6 | "Lina"          | Cecilia Vásquez e Felipe Cano Ibañez | Ana María Parra                      | 10 de agosto de 2022 |
| Lina é vítima de chantagem sexual, o que afeta sua estabilidade emocional, seu trabalho e seu filho. |                 |                                      |                                      |                      |
| 7 | "Mery"          | Cecilia Vásquez e Felipe Cano Ibañez | Ana María Parra e Diego Vivanco      | 10 de agosto de 2022 |
| Depois de passar 36 anos presa por matar o pai, Mery terá a chance de conta a sua versão dos fatos.  |                 |                                      |                                      |                      |
| 8 | "Valery"        | Felipe Cano Ibañez                   | Ana María Parra                      | 10 de agosto de 2022 |
| Valery tem a chance de participar de um reality show, mas é punida por seu tio que joga ácido nela.  |                 |                                      |                                      |                      |
| 9 | "Paola"         | Felipe Cano Ibañez                   | Diego Vivanco                        | 10 de agosto de 2022 |
| Paola suspeita que o seu namorado e um amigo podem ser o culpados pelo desaparecimento de Linda.     |                 |                                      |                                      |                      |
| 10                                                                                                   | "Ángela"        | Felipe Cano Ibañez                   | Ana María Parra                      | 10 de agosto de 2022 |
| Ángela está desaparecida e qualquer um de seus inimigos pode ser o culpado.                          |                 |                                      |                                      |                      |

## Lançamento
Em 29 de julho de 2022, foi lançado o pôster e o trailer oficial da série. No fue mi culpa: Colombia foi lançada em 10 de agosto de 2022 nos países da América Latina, exceto no Brasil, através do Star+.